# Hermandad de la Estrella (Córdoba)
La Hermandad Sacramental del Dulce Nombre de Jesús y Cofradía de Nazarenos del Santísimo Ecce Homo, Nuestro Padre Jesús de la Redención ante Caifás, Negaciones y Lágrimas de San Pedro y Nuestra Señora de la Estrella, es una Hermandad de culto católico de Córdoba. Tiene su sede canónica en la Parroquia de San Fernando, situada en la popular barriada de la Huerta de la Reina, y realiza su Estación de Penitencia  en la tarde-noche del Lunes Santo.

## Historia
Sus primeros pasos se dan en 1981 en la Parroquia de la Trinidad, en torno a las imáganes del Santísimo Ecce-Homo y Nuestra Señora de los Remedios, Reina de Todos los Santos. Los estatutos fueron aprobados provisionalmente el 2 de abril de 1982. A mediados de la década la reforma de las reglas trae un cambio de titulares, siendo su titular mariana bendecida el 16 de noviembre de 1986 por Fray Ricardo de Córdoba en la Iglesia de San Juan de los Caballeros (Esclavas del Sagrado Corazón). La corporación se traslada entonces a la Parroquia de San Fernando, en la popular barriada de la Huerta de la Reina, siendo la primera vez que una asociación de culto en torno a una imagen se establecía en este lugar de la ciudad de Córdoba. El cambio de sede se materializó el 20 de diciembre de 1987, siendo trasladada la imagen de Nuestra Señora de la Estrella, la cual procesionó sobre un paso cedido por la Hermandad del Calvario, y recibiendo los sones de la Agrupación Musical Ecijana tras el paso, y la desaparecida Banda de la Hermandad del Cister en Cruz de Guía.
En su nueva sede la Hermandad se vio fortalecida, aprobándose en 1988 sus estatutos e ingresando en la Agrupación de Cofradías al año siguiente. En el año 1990 se crea la Agrupación Musical de Nuestro Padre Jesús de la Redención y en el año 1991 se encarga la talla del titular cristífero de la corporación, que sería bendecida el 5 de abril de 1992. La incorporación a la nómina de cofradías de Semana Santa tuvo lugar en el año 1996, aunque la lluvia impidió la salida. Al año siguiente la Hermandad pudo realizar su primera salida estrenando el paso de misterio en primera fase de carpinterías y las nuevas imágenes que representan el juicio de Jesús ante Caifás. El dorado del paso del Señor tuvo lugar entre los años 2002 y 2005.
No sería hasta el año 2009 cuando Nuestra Señora de la Estrella salió por primera vez bajo palio en la tarde el Lunes Santo, siendo acompañada por su propia Banda de Música. De esta manera, se alcanzó así el hito en Córdoba de lograr por primera vez que todo el acompañamiento musical de una Cofradía fuera llevado a cabo por corporaciones musicales de la propia corporación. 
Por el XXV Aniversario de la bendición de la Titular mariana, la Hermandad realizó una Salida Extraordinaria desde el Convento de las Esclavas, donde veinticinco años antes Fray Ricardo bendijese la imagen de la Virgen. Así, abriendo paso la Agrupación Musical de Nuestro Padre Jesús de la Redención, se formó un amplio cortejo que iluminaba el caminar de Nuestra Señora de la Estrella, entronizada sobre un paso cedido por la Hermandad del Resucitado, cuyas menores dimensiones permitieron la salida del convento. Cabe destacar que el paso presentaba los respiraderos de dicho paso, las jarras y candelería del propio paso de palio de la Hermandad, los candelabros del paso de misterio y faroles de acompañamiento también de la propia Hermandad, y unos arcángeles con guirnaldas de flores a ambos lados de la imagen procedentes del Convento de la Merced, hoy Diputación Provincial. Además, la talla de la Virgen procesionó sobre una peana en madera dorada cedida por la Hermandad de Jesús Preso de Cabra. En cuanto al exorno floral este se componía en nardos y rosas de color blanco. Se vivieron escenas inéditas, como el desfile de la Hermandad ante la Parroquia de la Trinidad, en la que fue fundada, y en la que el paso giró ante la puerta lateral del antiguo convento trinitario, donde se montó un sencillo altar presidido por una imagen del Ecce Homo, titular fundacional de la corporación. 
Actos como estos, y la participación de la Hermandad en las diferentes procesiones Magnas celebradas en la ciudad de Córdoba en los años 2013 y 2019, fomentaron la vida en torno a la corporación, convirtiéndola así en una de las punteras de su día de salida y de la Semana Santa de Córdoba, además de una gran referencia del barrio de la Huerta de la Reina.

## Imágenes Titulares
- Nuestro Padre Jesús de la Redención

Es una obra de Miguel Ángel González Jurado, realizado en 1992 en madera de cedro. Se encuentra completamente tallada y policromada, de 1,76 cm de altura, presentada para ser vestida. Representa a Jesús cautivo ante Caifás.
- Nuestra Señora de la Estrella

Es una dolorosa de candelero de vestir tallada por Juan Ventura en el año 1986. Presenta manos y cabeza policromada al óleo, realizada en madera de cedro real, contando con 1,62 cm de altura.
- Dulce Nombre de Jesús

Es una talla completa de vestir policromada que representa la imagen evangélica de Jesús niño, realizado por Miguel Ángel González Jurado, en el año 1994. Se presenta erguido con los brazos en actitud de bendecir, sobre cojín tallado y estofado. 

## Música
- Primer paso. Agrupación Musical Nuestro Padre Jesús de la Redención (Córdoba)
- Segundo paso. Banda de Música Nuestra Señora de la Estrella (Córdoba)

### Patrimonio Musical

#### Para Agrupación Musical
- Jesús ante Caifás. José Manuel Mena Hervás,1992.
- Estrella Redentora.  José Manuel Mena Hervás,1995.
- ¡Estrella!. Francisco Javier González Ríos, 1996.
- Redentor Nuestro. Rafael Vázquez Mateo, 2002.
- Danos tu Redención. Jesús Lora Vaquero, 2010.
- Oh Redemptor.  Antonio Moreno Pozo, 2010.
- Con alma de Redención.  Cristóbal López Gándara, 2013.
- Estrella. Madre nuestra.  José Manuel Mena Hervás, 2012.
- En tu Amargura, una Estrella.  José Manuel Mena Hervás, 2014.
- La Estrella que nos guía.  José Manuel Mena Hervás, 2014.
- Bajo tus pies Redención.  Jesús Lora Vaquero, 2016.
- Padre.  Jesús Lora Vaquero, 2017..[5]
- Ante Caifás. Norberto Tapia Martínez, 2023.
- Ehyeh. Alejandro Pedraza Mascaraque e Ignacio Fortis Pérez, 2024.
- El Hijo del Hombre, Norberto Tapia Martínez, 2025.

#### Para Banda de Música
- Al cielo vuestra Estrella. Rafael Wals, 2009.
- Estrella Bendita. Antonio Moreno Pozo, 2012. [6]
- Estrella Cordobesa. Manuel Marvizón, 2022.
- Estrella. Matías de la Fuente, 2023. [7]
- Cuando te vi. Pablo Ojeda Jiménez, 2025

## Paso por la Carrera Oficial
| Predecesor: La Merced | Orden de entrada en la carrera oficial ( Lunes Santo) Segundo lugar | Sucesor: La Sentencia |